# Blat
Blat – irlandzka święta katolicka, dziewica.
Blat wspominana jest w grupie świętych dziewic wraz ze świętymi Anną, Feammor i Scoth. Weryfikacja ich losów jest trudna. Istnieją hipotezy utożsamiające św. Blat z postacią zakonnicy z otoczenia św. Brygidy o imieniu Blathnat (VI wiek).
Jej wspomnienie obchodzone jest w Kościele katolickim 18 stycznia.